# Bordes (Pirenei Atlantici)
Bordes è un comune francese di 2 462 abitanti situato nel dipartimento dei Pirenei Atlantici nella regione dell'Aquitania-Limosino-Poitou-Charentes. Forma parte anche della regione storica del Béarn.

## Società

### Evoluzione demografica
Abitanti censiti